# 比考尔
比考尔，是匈牙利巴兰尼亚州所辖的一个村。总面积17.03平方公里，总人口759，人口密度44.6人/平方公里（2011年1月1日）。